# De Schoen (tentoonstelling)
Tentoonstelling "De Schoen" was een industrie- en handelstentoonstelling die in juli 1949 in Kaatsheuvel werd gehouden.
Eind jaren 1940 kwam de schoenenindustrie van de gemeente Loon op Zand tot volle bloei. Volgens het Centraal Bureau voor de Statistiek kwam meer dan een vijfde deel van alle Nederlandse schoenen uit deze regio. Om het twaalfeneenhalfjarig bestaan van de Katholieke Jonge Middenstandsvereniging (KJMV) te vieren, werd van 23 t/m 27 juli 1949 op het R.K. Sport- en Wandelpark op initiatief van de lederindustrie een schoenententoonstelling genaamd "De Schoen" gehouden. Op de tentoonstelling lieten meer dan 30 fabrikanten en winkeliers uit de gemeente Loon op Zand hun schoenen zien in tentoonstellingshallen die speciaal voor dit evenement waren opgezet. De voorwaarde voor het houden van de tentoonstelling was overigens dat alle gebouwen op het terrein moeten blijven staan.
De tentoonstelling was een groot succes en inspireerde burgemeester Reinier van der Heijden om na te denken over de ontwikkeling van een groter recreatiegebied. Op 1 augustus 1949 besprak Van der Heijden samen met ir. L.A. Heijdelberger van de Koninklijke Nederlandsche Heijdemaatschappij (KNHM) plannen op het gemeentehuis van Loon op Zand om het park uit te breiden tot een recreatiepark met bergen en tien hectaren water. Heijdelberger en ir. A.J. Markvoort van de Dienst Uitvoerende Werken werkten samen aan de uitwerking van deze plannen.
Een van deze gebouwen die voor de tentoonstellinng werd gebouwd was de toegangspoort aan de Parklaan, gebouwd door aannemers uit Kaatsheuvel. Deze werd aan het sportcomplex aangeboden. Deze poort bleef na de tentoonstelling staan en werd jarenlang gebruikt als ingang voor het sportpark en later voor de Efteling. De poort was gebouwd ter hoogte van waar nu Vogel Rok en Carnaval Festival liggen.
Tentoonstelling "De Schoen" was de aanzet tot de uitbreiding van het sportpark, waar uiteindelijk de Efteling uit voortkwam.